# Estrela gigante

A estrela gigante Alnitak comparada ao Sol.

Uma estrela gigante é uma estrela com raio e luminosidade substancialmente maiores do que os de uma estrela da sequência principal de mesma temperatura superficial. Tipicamente, estrelas gigantes têm raios entre 10 e 100 raios solares e luminosidade entre 10 e 1 000 vezes a do Sol. Estrelas ainda mais luminosas do que as gigantes são denominadas supergigantes e hipergigantes. Uma estrela quente e luminosa da sequência principal também pode ser citada como gigante. Além disso, por conta de seus grandes raios e luminosidade, estrelas gigantes estão acima da sequência principal (luminosidade classe V na classificação estelar Yerkes) do diagrama de Hertzsprung-Russell e correspondem às luminosidades classes II ou III.

## Exemplos
Estrelas gigantes bem conhecidas, de várias colorações:
- Alcyone (η Tauri), uma gigante branco-azulada (tipo B),[6] a estrela mais brilhante das Plêiades.[7]
- Thuban (α Draconis), uma gigante branca (tipo A).[8]
- σ Octantis, uma gigante branco-amarelada (tipo F).[9]
- α Aurigae Aa, uma gigante amarela (tipo G).[10]
- Pollux (β Geminorum), uma gigante laranja (tipo K).[11]
- Mira (ο Ceti), uma gigante vermelha (tipo M).[12]